# Dietmar Scholz

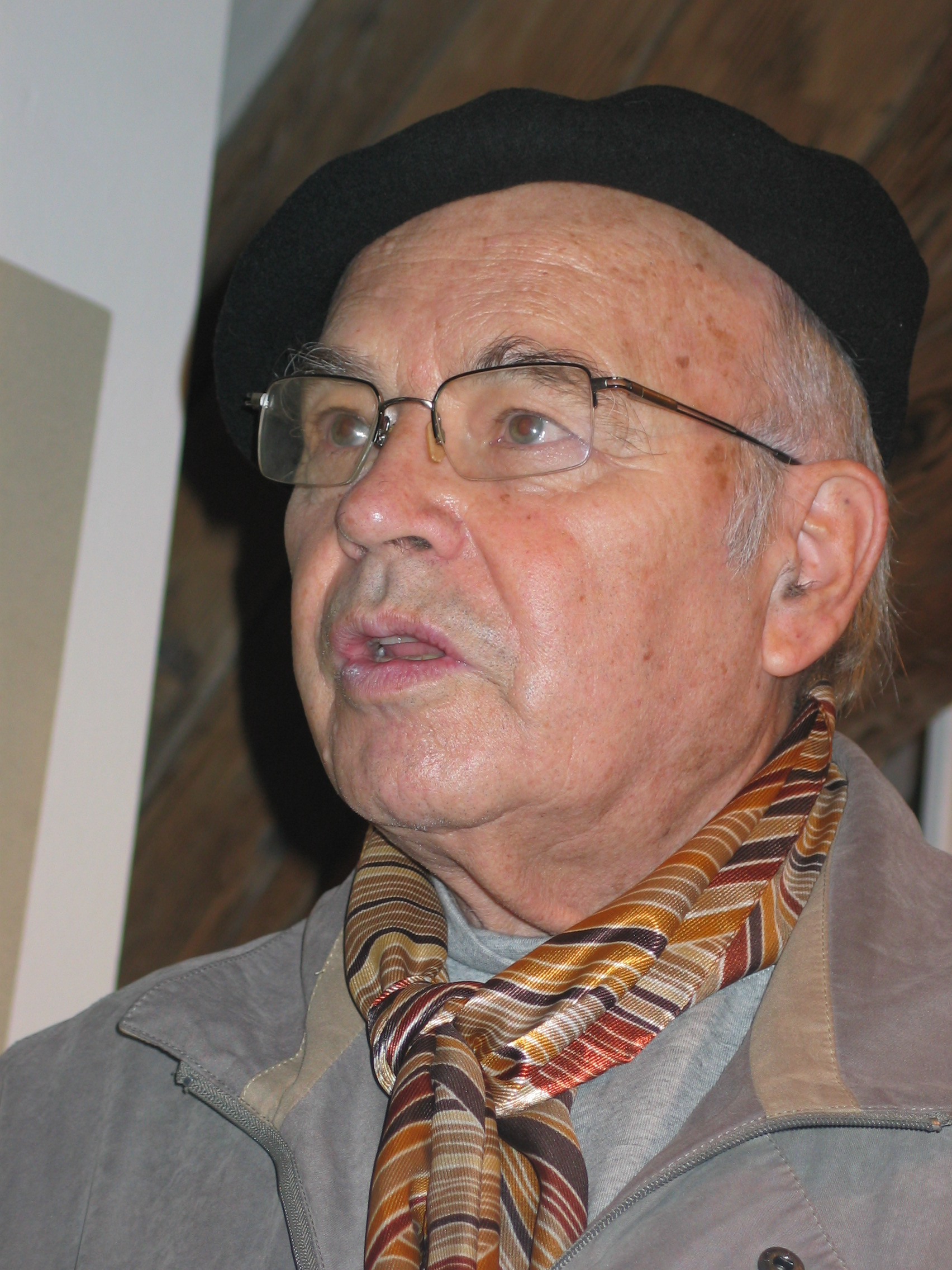
Dietmar Scholz 2013

Dietmar Scholz (* 15. Oktober 1933 in Kunitz, Kreis Liegnitz/Schlesien; † 19. Februar 2016 in Reutlingen) war ein deutscher Schriftsteller und Maler. Er war Mitglied im Internationalen P.E.N-Club, im Verband deutscher Schriftsteller, im Wangener Kreis sowie in der Künstlergilde Esslingen.

## Leben
1945 verlor er seine ursprüngliche Heimat durch Vertreibung. Er lebte danach zunächst in Bad Urach und hatte seinen Wohnsitz seit 1964 in Reutlingen. Dort war er lange Jahre als Pädagoge in der beruflichen Ausbildung tätig.
Nachdem er bei Professor Denk eine Mal- und Zeichenausbildung erhalten hatte, wandte er sich  auch der bildenden Kunst zu. Scholz lebte im Reutlinger Stadtteil Altenburg.
Dietmar Scholz war bis zu seinem Eintritt in den Ruhestand als Lehrbeamter bei der Deutschen Bundespost in der beruflichen Bildung tätig. 
Sein literarischer Nachlass wird in der Stiftung Kulturwerk Schlesien (Öffentliche Stiftung bürgerlichen Rechts), Würzburg (Kardinal-Döpfner-Platz 1), verwahrt.

## Werk

### Bildende Kunst
In der Malkunst schuf Scholz ein an Techniken, Motiven und Formen vielfältiges Werk. Bei Scholz' Vernissagen wurde „Kunst durch Kunst erlebbar“. In seinem Musischen Dreiklang brachte er Text, Bild und Musik zusammen: die Stimme des Autors, der seine Texte vorträgt, im Sichtfeld des Hörers Bilder und die vom Musik-Interpreten zu Texten und Bildern ausgewählten Musikstücke.

## Auszeichnungen
- 1974: 1. Preis für ein Bildgedicht
- 1976: 2. Preis für ein Bildgedicht
- 1978: Förderpreis zum Andreas-Gryphius-Preis
- 1980: 2. Preis für ein Bildgedicht
- 1985: Eichendorff-Literaturpreis
- 1987: Stipendium zum Kulturpreis Schlesien des Landes Niedersachsen
- 1993: Pro Arte-Medaille der Künstlergilde Esslingen
- 1994: 3. Preis der Gesellschaft der Lyrikfreunde Salzburg
- 2014: Edith-Heine-Lyrikpreis 2013 der Stiftung Kulturwerk Schlesien[2]

## Werkverzeichnis
Lyrik
- zwischen den steinen (1974)
- nahtstellen (1975)
- in den mittag der dinge (1978)
- wendepunkte (1980)
- innenwege (1985)
- zeitvermerke (1990)
- Kinder des Windes (1992)
- Botschaften im Oktober. Texte und Bilder.
- Zwischenrufe (1998)
- Unsichere Nähe. Du-Gedichte (1998)
- Gitarren im Herbst (2001)
- Unter weitem Himmel. Liebeserklärung ans Burgenland in Text und Bild.
- Blätter im Herbst (2008)
- Wilder Wein (2008)
- Stationen (2012)

Epik
- Kollegenlob und andere Erzählungen (1987)
- Ein Tag im Oktober. Erzählungen. Bilder von Heribert Losert (1991)
- Poldi. Erzählung (2004)
- Schritt aus dem Tag. Erzählung (2011)
- Tage am See. Erzählung (2012)
- Zwischenbilanz. Erzählung (2012)
- Hörspiel Der Rest

Heiteres / Humor
- Natürlich können Osterhasen fliegen (1993)
- EinStein im Kasten (2005)
- Das Auto und Wir (2007)
- TOOOR!!! (2008)
- Gereimte Radelrutsch

Essay
- Mit dem Wort in die Sprache (1983)
- Gratwanderung. Wort und Bild im Wechselspiel.
- Texte in Verbindung mit Kunst

Zu Bildern
- Geschwisterliche Wege
- Ansichten, Einsichten und Vorurteile in der Kunst
- Durch die Zeit (Bildermappe)

Kinderbücher
- Geschichten aus der Spielzeugkiste (1984)
- Der Kleine Mann im Mond (2006)
- Der Froschhahn. Geschichten vor dem Einschlafen (2012)

Jugendbücher
- Ein Mädchen gewinnt … ein Preisausschreiben, ein Zuhause, einen Freund (1978)
- Kai und die Jungen am See (1981)
- Pavel und die Clique (1982)

Aphorismen
- … ein kleines Augenzwinkern (2003)
- Kurz und bündig (2012)
- In Kürze (2013)

Übersetzungen ins Polnische
- Twoj obraz (Dein Bild) (29 Gedichte aus Wilder Wein) (2011)
- Wilder Wein / Dzikie wino (zweisprachig) (2012)
- Stationen / Stacje (zweisprachig) (2013)
- Vertonungen einzelner Gedichttexte durch: Veit Erdmann – Wolfram Fürstenau – Georg Lawall – Fei Wang – Erich Robert Sorge – Widmar Hader – Dietmar Gräf.